# Paul Ludwig Troost

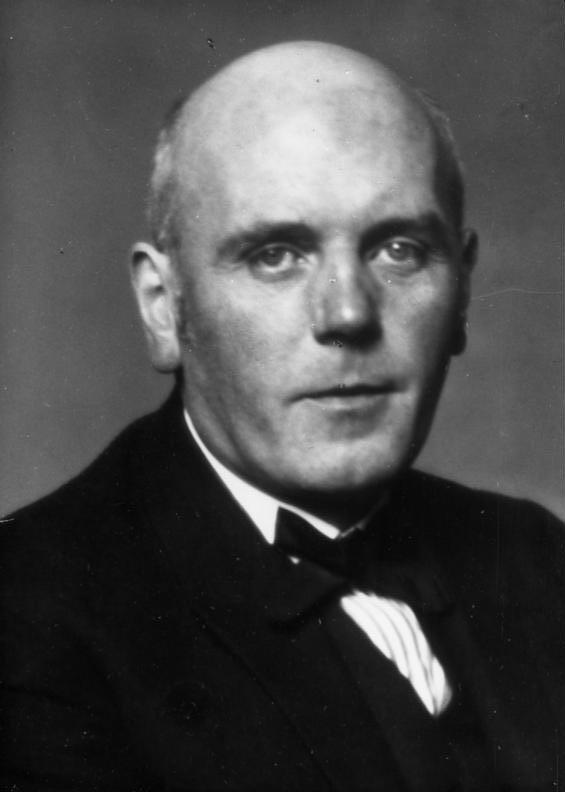
Paul Ludwig Troost, 1930

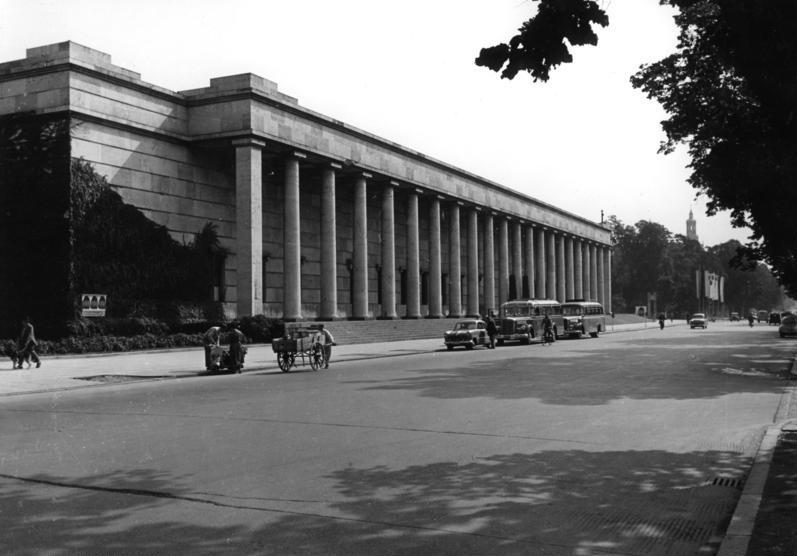
Haus der Deutschen Kunst, München

Paul Ludwig Troost (Elberfeld, 17 augustus 1878 - München, 21 januari 1934) was een Duits architect. Zijn neo-klassieke en sobere ontwerpen vielen zeer in de smaak bij Adolf Hitler. 
Prof. Troost werd een intimus van de Führer en zijn 'Hofarchitekt', hij ontwierp onder andere het Braunes Haus, hoofdkantoor van de NSDAP, de Führerbau en de Ehrentempel, en het Haus der Deutschen Kunst in München. Na zijn dood in 1934 nam Albert Speer de positie van Troost over.
Zijn in 2003 gestorven weduwe Gerdy Troost bleef tot 1945 een belangrijke en invloedrijke figuur in het Derde Rijk.
Paul Ludwig Troost ontving in 1937 postuum de Nationale Duitse Prijs voor Kunst en Wetenschap, de nazi-Duitse 'Nobelprijs' voor culturele en wetenschappelijke prestaties.

## Afbeeldingen

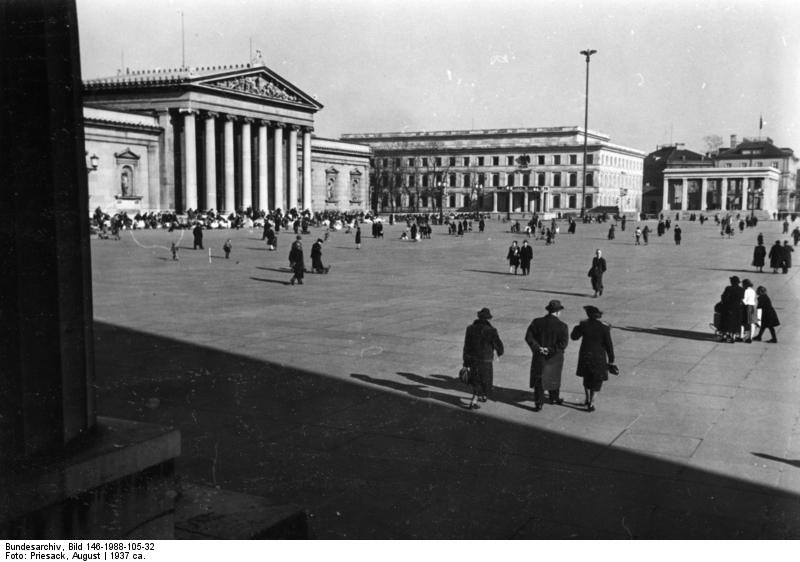
Königlicher Platz (Königsplatz) met Führerbau en Ehrentempel
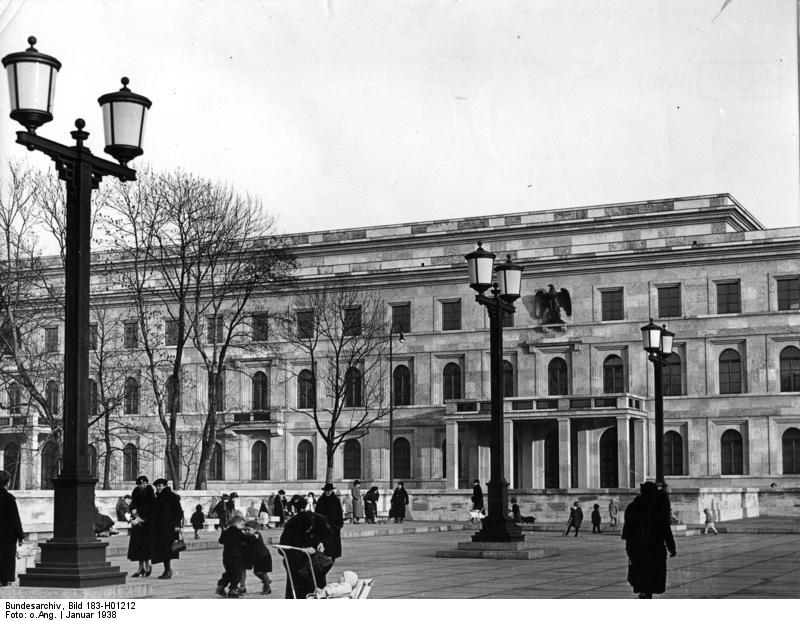
Führerbau in München
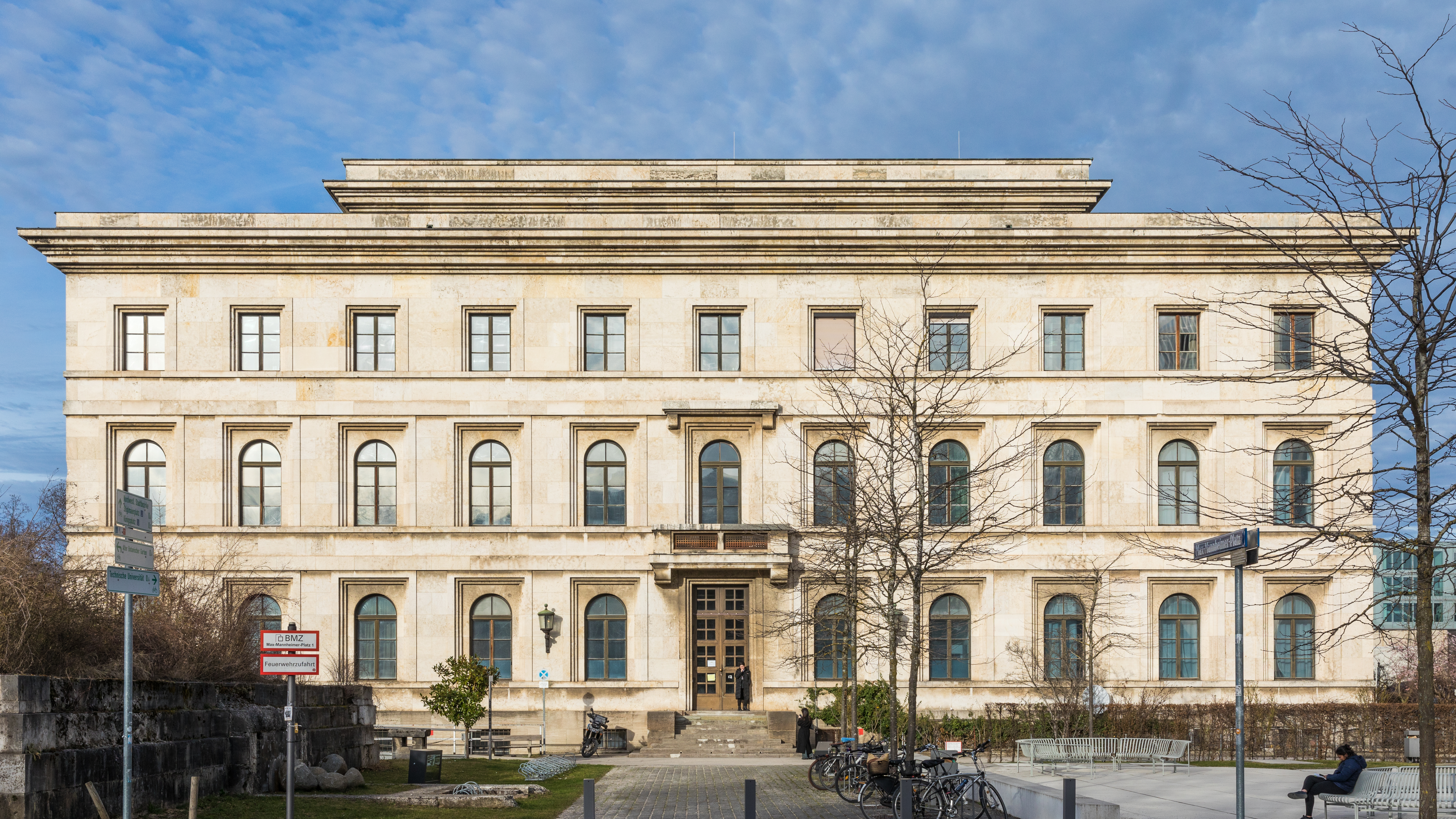
Voormalige Führerbau (noordaanzicht)

- Gemeinsame Normdatei: 118913522
- International Standard Name Identifier: 0000 0001 1592 2858
- Library of Congress Control Number: n2005030663
- Nationale Bibliotheek van Tsjechië: vut2010597610
- Nationale Bibliotheek van Israël: 987007269022805171
- Nederlandse Thesaurus van Auteursnamen: 087507269
- RKD-Nederlands Instituut voor Kunstgeschiedenis: 309097
- SNAC: w6jm3d20
- Système universitaire de documentation: 126623678
- Union List of Artist Names: 500108264
- Virtual International Authority File: 8165119
- WorldCat: E39PBJrgFwWrXrfXh7gWyMxhpP